# Citrus × microcarpa
Il calamondino (Citrus × microcarpa Bunge, 1833) è un ibrido tra Citrus reticulata e Citrus japonica.
Il calamondino è usato principalmente come albero ornamentale, invece che come alimento, malgrado il frutto sia commestibile.

## Nomi
Il calamondino è noto con nomi diversi, tra cui: Kalamansi, Philippine lime e Limonsito nelle Filippine, Panama orange, calamonding, calamondin orange, calamansi, calamandarin, golden lime, kalamunding, Chinese orange, "හින්නාරං", musk orange e acid orange.
Il calamondino è ampiamente coltivato nelle Filippine, dove è chiamato: (Kapampangan: kalamunding, calamansi o kalamansî [kɐlɐmɐnˈsɪʔ]; Visayan: limonsito o simuyaw [sɪˈmujɐw]), in Malaysia è noto anche come limau kasturi e è coltivato anche nelle parti settentrionali della vicina Indonesia e nella Cina meridionale. Nelle Filippine, è disponibile durante tutto l'anno e si trova comunemente nella forma acerba, non completamente maturo. Quando lo si lascia giungere a completa maturazione, assume un colore arancio mandarino.

## Descrizione

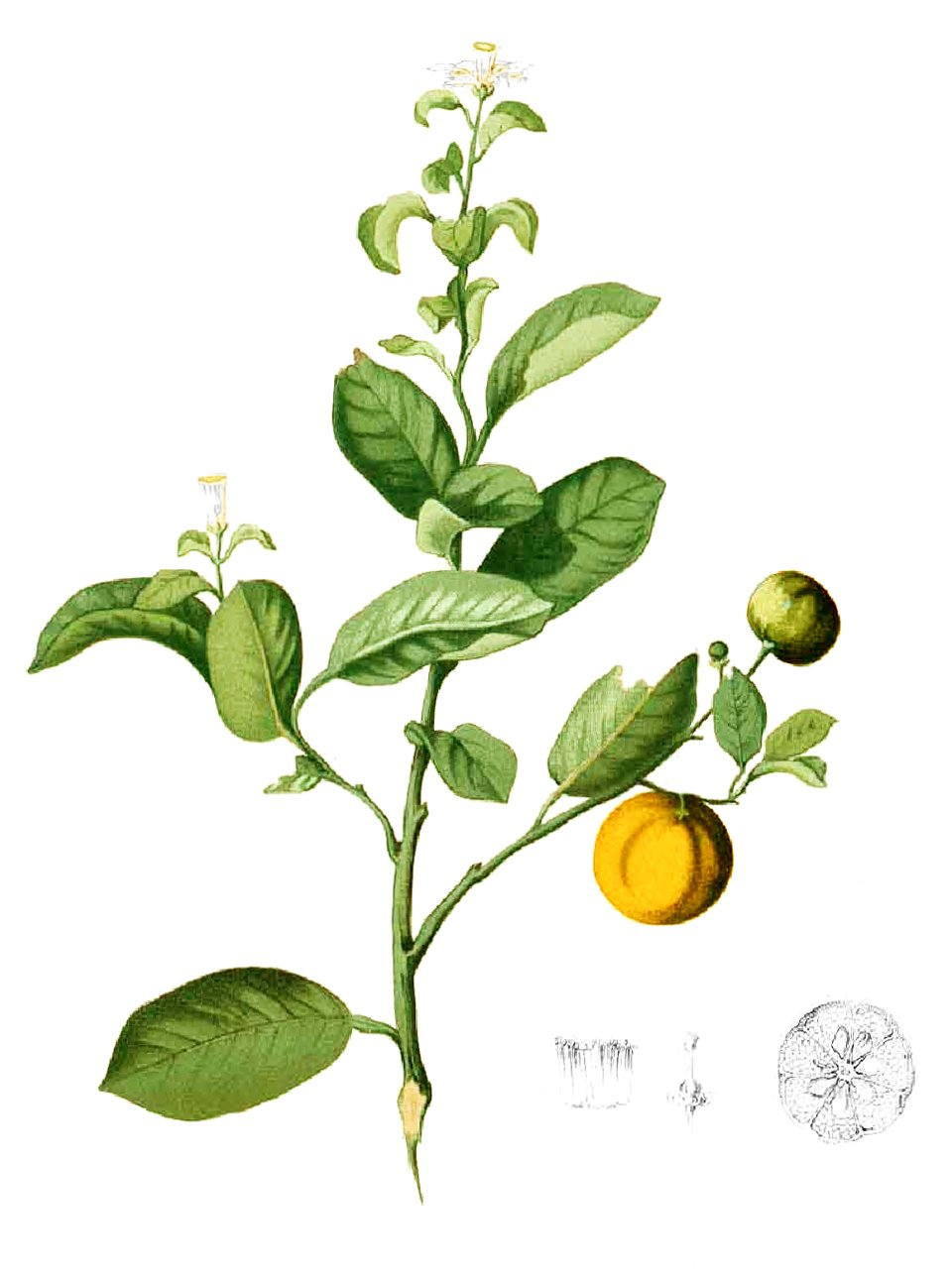
Tavola botanica

Il calamondino è un arbusto o una piccola pianta che cresce fino a 3–6 metri (9,8–19,7 ft). La pianta presenta la particolarità di due appendici alla base del picciolo e fiori bianco-violacei.
Il frutto del calamondino assomiglia a una piccola palla, con diametro di 25-35mm, che in qualche caso può arrivare a 45 mm. Il cuore della polpa e il succo che se ne ottiene sono arancione, come un mandarino. Il frutto contiene da 8 a 12 semi.

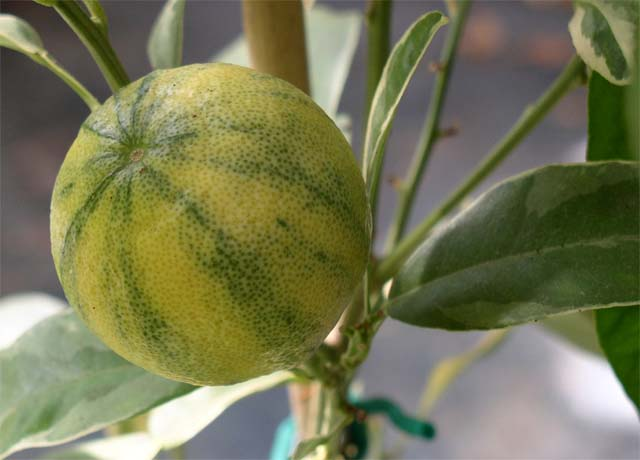
Frutto della varietà a strisce

Esiste una varietà del calamondino arancione regolare che presenta invece una colorazione esterna a strisce verdi su un frutto giallo.

## Usi

### Gastronomia

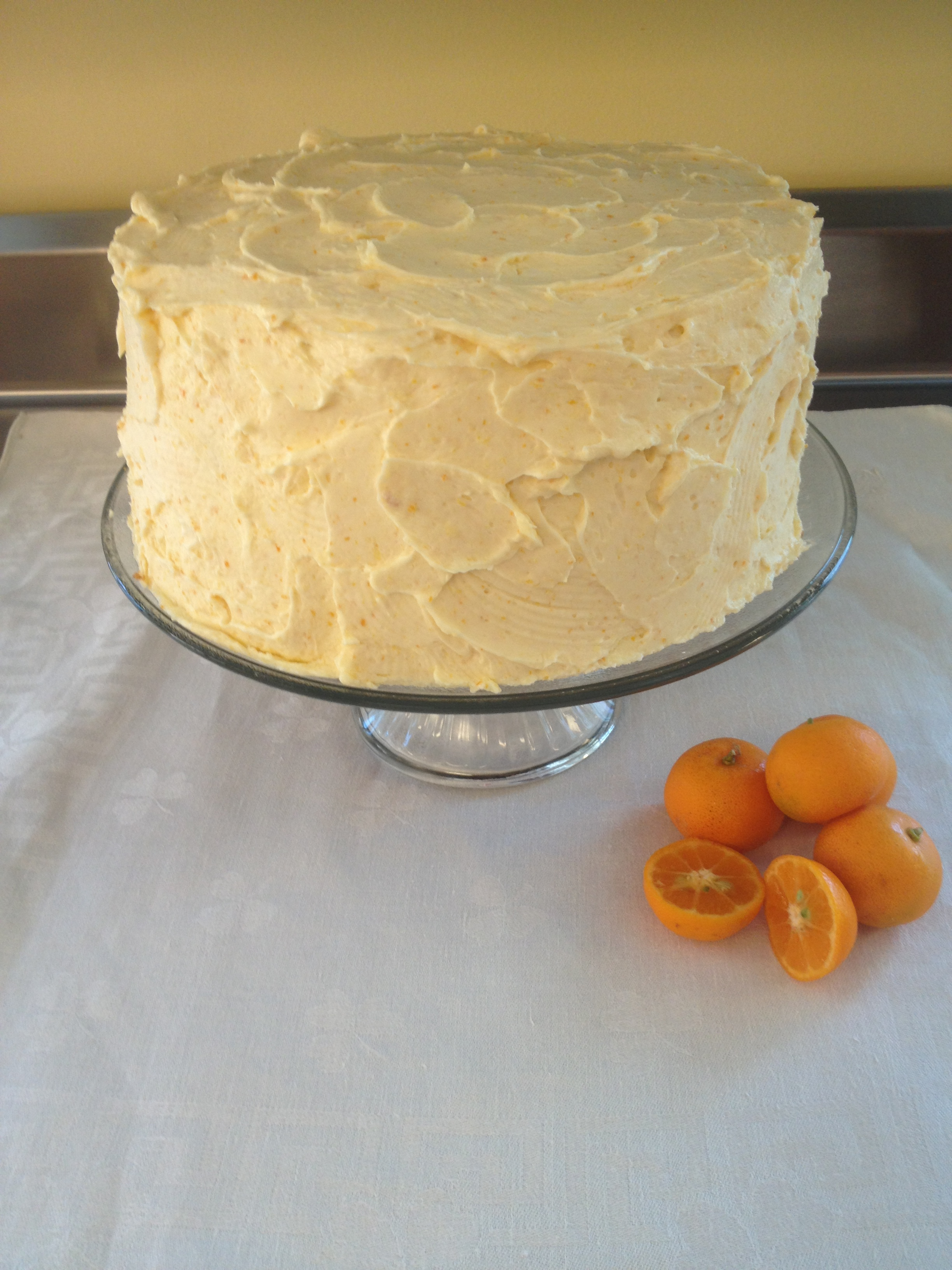
Torta gelata di calamondino

I frutti sono generalmente aspri e sono usati soprattutto per la cottura..
Il calamondino porta dei frutti usati per insaporire cibi e bevande, malgrado l'aspetto esteriore e l'aroma, il sapore del frutto stesso è piuttosto aspro, anche se la buccia è dolce. Consumare il frutto intero dà una sorprendente sensazione di dolce e aspro. La marmellata di calamondino si ottiene nello stesso modo in cui si produce quella d'arancia e, come tutti gli agrumi, anche il calamondino è ricco di vitamina C.
Il frutto può essere surgelato e usato intero come un cubetto di ghiaccio per insaporire bevande come il te, l'acqua o i cocktails. Il succo può sostituire quello della limetta persiana (Citrus × latifolia). Il succo si estrae per pressione del frutto intero e si ottiene una piacevole bevanda aromatica, simile alla limonata, frequentemente offerto come rinfrescante nei ristoranti. Dai frutti interi, si ottiene anche un liquore, che si usa in combinazione con vodka e zucchero.
Nei paesi asiatici orientali, il succo del frutto ancora un po' acerbo è usato per condire il pesce, l'anatra e il maiale. Nella cucina filippina, in particolare, è molto comune nei piatti come gli spaghettini di riso (pancit) e nel congee, oppure come salsa sawsawan fatta di "calamansi juice"e di salsa di soia, per i pesci, gli involtini primavera, i ravioli al vapore e vari tipi di carne.
Il frutto è usato in alcune preparazioni locali dell'Indonesia settentrionale, particolarmente nell'area di Sulawesi settentrionale. I pesci sono spruzzati con il succo prima di essere cucinati per eliminare l'odore "di pesce". Il kuah asang ("zuppa acida") è un brodo chiaro di pesce insaporito con il succo di calamondino.

### Olio essenziale
Il calamondino possiede una quantità rilevante di oli essenziali nella buccia. Il metodo più comune per l'estrazione è quello della distillazione in corrente di vapore, alternativamente si usa la pressatura a freddo o la centrifugazione. L'olio essenziale di calamondino - oltre a alcuni usi terapeutici locali - è ampiamente utilizzato come sostituto dell'olio essenziale di limone o di lime.

## Coltivazione
La coltivazione si è diffusa dalle Filippine nel sud-est asiatico, in India, nelle Hawaii, nelle Antille e nell'America centrale e settentrionale.

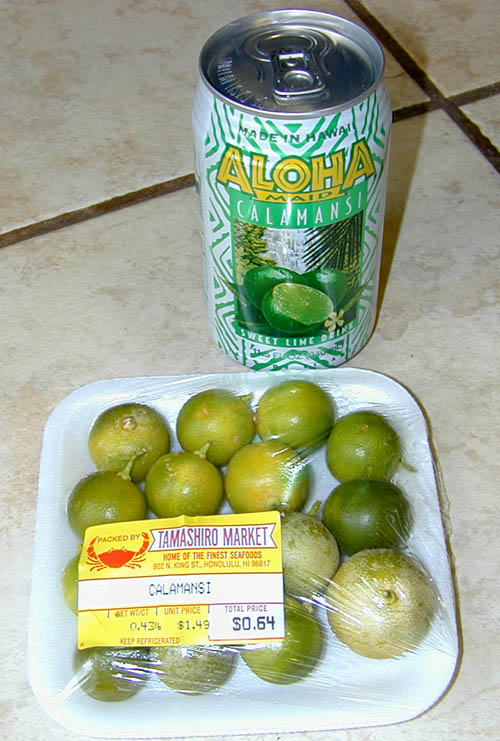
Calamansi in commercio

La pianta è sensibile al freddo estremo o prolungato e quindi è limitata ai climi tropicali e subtropicali. In alcune regioni è coltivato in vaso in modo da poterlo trasferire al coperto durante il periodo invernale.
Nella sua zona di origine, il calamondino cresce bene in suoli sabbiosi, ricchi di sostanza organica, a quote elevate e senza ristagni. Le piante innestate danno frutto in uno o due anni dopo l'impianto e sopravvivono per quaranta anni e oltre.